# Magnus Karnov
Søren Magnus Karnov (18. august 1882 i Pederstrup – 21. januar 1962 i København) var en landsretssagfører, der kom fra Sønderborg. Mest kendt er Karnov for lovsamlingen "Hvermands Lovbog", der begyndte at udkomme i slutningen af 1920'erne. I dag hedder denne lovbog Karnovs Lovsamling og udgives i dag af Karnov Group 